# Mahinda II
Mahinda II fou rei d'Anuradhapura (Sri Lanka) del 787 al 807. Era fill de Silamegha Aggabodhi VI.
Va fer carrera militar i durant el regnat del seu pare fou general de l'exèrcit. Quan va morir el rei Aggabodhi VII a Polonnaruwa, es trobava a Mahatittha (el port de Mantotta a l'extrem nord de l'illa) amb les seves tropes i es va dirigir a la capital on fou informat que els caps i els nobles havien decidit mantenir el poder de l'estat. Després es va dirigir a Polonnaruwa on va trobar a la reina vídua Sangha a la que va consolar i li va oferir regnar amb ell com a reina; no va obtenir resposta però Mahinda va començar a administrar l'illa; aviat va tenir notícies de una conspiració encapçalada per l'ambiciosa reina que el volia fer assassinar; Mahinda va derrotar els conspiradors i va fer presonera a la reina emportant-se-la cap a Anuradhapura on ell mateix es va fer coronar com a Mahinda II. Li va disputar el títol un cap de nom Dappula, cosí de Mahinda, que posseïa una gran riquesa i disposava d'una força militar important; les seves forces van avançar fins a Kala Wewa (Kalawapi), que va ocupar, i va seguir fins a un lloc anomenat Sanghagama, on va trobar a les forces de Mahinda II. Després d'una dura batalla Mahinda va aconseguir la victòria però no la va poder culminar i va haver d'abandonar la persecució perquè en la seva absència els caps del nord del país s'havien apoderat de la regió davant la manca d'autoritat i va haver de dirigir-se allí per reconquerir la zona cosa que li va portar un cert temps durant el qual es van produir constants lluites fins a aconseguir la victòria.
A partir d'aquell moment es va establir la pau al país i es diu que Mahinda va governar amb justícia fent el que podia per les ordres de monjos, els seus súbdits, pels animals com ocells, peixos i altres bestioles, pels seus parents i per l'exèrcit.
Mentre Dappula, que s'havia dirigit a Ruhunu, es recuperava de la seva derrota i al cap d'un temps va decidir fer un altre intent per assolir el tron. Amb un exèrcit aixecat al sud, auxiliat per dos dels seus nebots que vivien al districte, i després de dominar als habitants de Malaya Rata, es va dirigir al nord i va assetjar Anuradhapura durant la nit. A l'albada estava tot a punt i els cavalls, elefants i instruments de so militars anunciaven l'assalt. El rei va decidir resistir i al sortir el sol, muntat en el seu elefant, es va dirigir a una de les portes i va atacar als assetjants sobtadament amb els seus soldats al darrere. Ela assetjant, que no s'esperaven aquesta sortida, van quedar sorpresos i foren derrotats morint molts soldats de Dappula; llavors per tot arreu les forces de Dappula foren desbordades; el rei va decidir no perseguir a l'enemic i va tornar a entrar a la ciutat capital amb els seus per celebrar la victòria. Els dos nebots de Dappula foren fets presoners però Dappula i les restes del seu exèrcit es van poder retirar a Ruhunu.
Després d'això el rei va dedicar atenció al nord i a l'est del país on la lleialtat dels habitants (o més aviat dels nobles i caps) era dubtosa. Va anar a aquestes regions i les va sotmetre més estretament i va allistar un bon nombre de guerrers de les dues regions, que va portar cap a la capital, on va regnar uns anys sense cap oposició.
Durant aquests anys es va casar amb la reina vídua captiva, que encara que era l'esposa del seu oncle probablement no estava emparentada per sang amb Mahinda. La reina va demostrar ser una esposa amant i fidel i li va donar un fill que quan va arribar a l'edat fou nomenat sub-rei.
Però mentre Dappula havia fet aliança amb dos importants caps de l'est del país i es va assegurar l'aportació de molts homes i diners per fer un nou intent per obtenir el tron. Les forces dels tres van avançar cap a Anuradhapura i van acampar a la riba del Mahaweli. Les notícies van arribar a Mahinda II que va cridar als caps del districte d'Anuradhapura i va reunir un exèrcit amb el que (junt amb la reina) va partir a l'encontre dels enemics. Per prevenir passades experiències quan la ciutat va quedar en mans dels caps locals aprofitant l'absència del rei, va deixar una guarnició a la capital i va fer executar a tots els que sospitava que podien ser deslleials. Quan els tres caps rebels van saber l'avanç del rei, van traslladar el seu campament a un lloc proper a un poble de nom Kovilara, però allí foren atacats i derrotats per les forces reials. Una vegada més els dos caps rebels que ajudaven a Dappula van resultar morts en el combat però ell mateix va poder fugir a Ruhunu on va començar a aixecar un nou exèrcit per oposar-se al progrès del rei cap al sud.
El rei, abans d'entrar a Ruhunu, va convocar una assemblea de monjos al Thuparama per obtenir la seva aprovació. Quan es va assegurar l'adhesió va avançar amb tot el material de guerra i a marxes forçades va arribar a Marapabbata a Ruhunu agafant posicions al cim. Quan Dappula i els seus van comprovar que la posició era impossible de capturar va oferir negociar un tractat pel qual conservaria Ruhunu però pagaria un tribut de cavalls, elefants i gemmes i s'establiria el Kalu Ganga com a frontera occidental de Ruhunu. Això va suposar la pau per la resta del regnat.
En endavant es va dedicar a la religió i la cura dels seus súbdits. Va construir el Dama Vihara, el temple Sannira-tittha a Polonnaruwa (Pulatthi) i el monestir Mahaleka agregat al temple de Abhayagiri. També va construir un palau terrassat de diverses plantes anomenat Ratanapasada, que va costar 300.000 peces d'or i en el qual va situar una imatge de Buda feta d'or derivada de 60.000 peces d'or pur donades pel rei amb aquest propòsit. A un convent anomenat Silamegha li va cedir una imatge de Buda feta de plata. També va fer aportacions al temple de Thuparama i va arranjar el palau que hi havia allí; va reparar tanmateix diverses devalayes i hi va aportar diverses imatges. Als bramans els va donar menjar de qualitat i llet i sucre; va proporcionar bous als coixos així com mitjans de subsistència; en el cas dels esguerrats tàmils que tenien escrúpols en utilitzar bous, els va donar cavalls. Va proporcionar als pobres pertanyents a famílies respectables que s'avergonyien de demanar públicament, els mitjans de subsistència. Les seves obres caritatives no es limitaven als éssers humans, sinó també al bestiar i va utilitzar 100 camps d'arròs o blat de moro perquè hi poguessin pasturar
En el seu regnat es va reforçar el Kala Wewa.
La reina Sangha li havia donat un fill (que fou sub-rei) però va premorir al pare. Llavors fou nomenat sub-rei un altre fill nascut d'un matrimoni anterior (abans que Mahinda II fos rei), que portava el nom de Dappula i s'havia distingit en les lluites contra el rebel Dappula.
A la mort de Mahinda II el seu fill el va succeir amb el nom de Dappula II.

## Nota
1. ↑  Una devalaya és un temple d'origen hindú on se situaven imatges dels déus hindús i altres i eren reverenciades pels budistes que no tenien déu propi